# Yūki Hayashi
Yūki Hayashi (林 ゆうき?, Hayashi Yūki; Kyoto, 31 dicembre 1980) è un compositore e arrangiatore giapponese, noto per aver composto le colonne sonore di diversi dorama, anime e film.

## Biografia
Atleta di ginnastica ritmica maschile ai tempi del liceo, Hayashi cominciò a interessarsi alla musica mentre selezionava gli accompagnamenti musicali per le sue attività da ginnasta. Sebbene non avesse alcuna esperienza in questo campo, decise di studiare composizione da solo e, dopo aver venduto per 5000 yen uno dei suoi brani ad atleti junior in cerca di sottofondi musicali, gli arrivarono sempre più ordini man mano che si sparse la voce. Una volta finito il college, divenne apprendista di Hideo Kobayashi per imparare beatmaking, e nel frattempo produsse musiche di sottofondo anche per attività di danza sportiva.

## Discografia

### Dorama
- Triangle (2009, con Hiroyuki Sawano)
- Boss (2009, con Hiroyuki Sawano e Takafumi Wada)
- Jōō (2009)
- Left-Eye Detective EYE (2010)
- Zettai reido (2010)
- Tumbling (2010, musica di ginnastica ritmica)
- Perfect Report (2010)
- Strawberry Night (2010)
- Zettai reido 2 (2011)
- Taisetsu na koto wa subete kimi ga oshiete kureta (2011)
- Boss 2nd Season (2011)
- Asuko March! (2011)
- Last Money: ai no nedan (2011)
- Doctors: saikyo no mei (2011)
- Legal High (2012, con Yuji Ono nell'episodio 7)
- Rich Man, Poor Woman (2012)
- Strawberry Night (2012)
- Strawberry Midnight (2013)
- SP Strawberry Night: After the Invisible Rain (2013)
- SP Doctors: saikyo no mei (2013)
- Doctors 2: saikyo no mei (2013)
- Doctors 3: saikyo no mei (2015)
- SP Legal High (2013)
- Legal High 2nd Season (2013)
- Rich Man, Poor Woman in New York (2013)
- Emergency Interrogation Room (2014)
- Kazoku Ikari (2014)
- Yoshiwarauradonshin (2014)
- Genkai Shyuraku kabushiki gaisha (2015)
- The Angel and the Demon (2015)
- The God of Risk (2015)
- Asa ga kita (2015)

### Film
- Strawberry Night (2013)
- Kamisama no karute 2 (2014)
- A un passo da te - Ao haru ride (2014)
- April Fools (2015)
- Erased (2015)
- Aozora Yell (2016)
- Eiga Pretty Cure Dream Stars! (2017)
- Eiga Pretty Cure Super Stars! (2018)
- Eiga HUGtto! Pretty Cure Futari wa Pretty Cure - All Stars Memories (2018)
- Eiga Pretty Cure Miracle Universe (2019, con Asami Tachibana)

### Anime
- Bannō yasai Ninninman (2011)
- Robotics;Notes (2012, con Asami Tachibana e Takeshi Abo)
- Blood Lad (2012)
- Diabolik Lovers (2013)
- Gundam Build Fighters (2013)
- Gundam Build Fighters Try (2014)
- Haikyu!! (2014, con Asami Tachibana)
- Soul Eater Not! (2014, con Asami Tachibana)
- Dramatical Murder (2014)
- Diabolik Lovers More, Blood (2015, con Sachi）
- Haikyu!! 2 (2015, con Asami Tachibana)
- Death Parade (2015)
- Classroom Crisis (2015)
- Haikyu!! 3 (2016, con Asami Tachibana)
- My Hero Academia
  1. My Hero Academia (2016)
  2. My Hero Academia 2ª stagione (2017)
  3. My Hero Academia 3ª stagione (2018)
  4. My Hero Academia 4ª stagione (2019)
  5. My Hero Academia 5ª stagione (2021)
- Kiznaiver (2016)
- One Piece Gold - Il film (2016)
- Trickster (2016)
- Dive!! (2017, con Kohta Yamamoto)
- Kirakira Pretty Cure À La Mode (2017)
- HUGtto! Pretty Cure (2018)
- Star Twinkle Pretty Cure (2019, con Asami Tachibana)
- Pokémon: Serie Esplorazioni (2019)
- Insomniacs After School (2023)

### Programmi TV
- Mr. Sunday (2010)
- Close-up Tohoku (2011)
- Tsuiseki! Shinsou no file (2012)
- Athlete no tamashi (2012)
- Sports Plus (2013)
- World Sport MLB (2015)
- 66th NHK Kōhaku uta gassen (2015, sigla d'apertura Zattsu Oomisoka)

### Videogiochi
- Granblue Fantasy (2014): Norman
- Alice Order (2015)
- Granblue Fantasy: Relink (2024): Rilla